# Dywizjon 138
Dywizjon 138 – dywizjon Royal Air Force. W swej historii jednostka była trzykrotnie formowana, powstała jako jednostka myśliwska, w czasie II wojny światowej była dywizjonem specjalnego przeznaczenia, ostatecznie została rozformowana 1 kwietnia 1962 r. jako dywizjon bombowy. W latach 1941–1943 w jej skład wchodziły polskie załogi zajmujące się zrzutem zaopatrzenia dla Armii Krajowej.

## Historia

### Pierwsza wojna światowa
Decyzję o sformowaniu jednostki podjęto 1 maja 1918 r., pierwotnie miał to być dywizjon myśliwski. Prace nad jego tworzeniem wstrzymano, 30 września 1918 r. podjęto decyzję o sformowaniu go w Chingford jako jednostki myśliwsko-rozpoznawczej. 1 lutego 1919 r. dywizjon został rozformowany.

### Druga wojna światowa
Ponowne sformowanie jednostki miało miejsce 25 sierpnia 1941 r. Została powołana w bazie RAF Stradishall do wykonywania lotów specjalnych w ramach Zarządu Operacji Specjalnych. W lutym 1942 r. wydzielono z niego część sprzętu i załóg, które stały się podstawą do stworzenia 161. dywizjonu specjalnego przeznaczenia. 14 marca dywizjon został dyslokowany do bazy RAF Tempsford, która stała się jego stałą siedzibą. Dywizjon zajmował się zrzutami zaopatrzenia i agentów SIS i SOE na terenie okupowanej Europy. W październiku zostały w jego skład włączone polskie załogi, które przygotowano do zaopatrywania żołnierzy podziemia na terenie okupowanej Polski.
W 1941 r. dywizjon wykonywał średnio trzynaście zrzutów miesięcznie. Wprowadzenie do użytkowania samolotów Halifax pozwoliło zwiększyć realizacje zadań do trzydziestu miesięcznie w 1942 r. Najintensywniejszym miesiącem był październik, kiedy to załogi dywizjonu wykonały 53 operacje w Holandii, Estonii, Danii, Norwegii, Francji i Belgii i Czechosłowacji. Dywizjon wykonywał również loty na bombardowanie szczególnie ważnych celów. M.in. 15 kwietnia 1942 r. polska załoga, pod dowództwem por. naw. Mariusza Wodzickiego, zrzuciła sześć bomb 500-funtowych na dworzec kolejowy w Królewcu.
Od marca 1943 r. samoloty dywizjonu operowały z lotnisk na Korsyce i w Tunezji, jego wysiłek operacyjny został ukierunkowany nad okupowaną Francję. W sierpniu dywizjon wykonał łącznie 121 lotów bojowych. Przygotowania do lądowania aliantów w Europie spowodowały, że w 1944 r. wysiłek dywizjony skupił się całkowicie na Francji. W lipcu 1944 r. wykonano tam 160 lotów operacyjnych. W grudniu dywizjon został wycofany z lotów operacyjnych i przeniesiony do 3. Grupy Bomber Command.
Został przebazowany do Tuddenham, skąd przed zakończeniem wojny wykonał 105 lotów bojowych i zrzucił ok. 440 ton bomb. Następnie został skierowany do zrzutów żywności nad Holandią. W marcu 1945 r. jednostka zakończyła służbę jako dywizjon specjalnego przeznaczenia, zmieniono jej strukturę na odpowiadającą typowym dywizjonom bombowym.

### Po II wojnie światowej
W późniejszym czasie wykonywał loty fotogrametryczne nad Europą Północną. W listopadzie 1946 r. przeniesiono go do Wyton, w 1947 r. został wyposażony w samoloty Avro Lincoln. Dywizjon został rozwiązany 1 września 1950 r. Ponowne sformowanie jednostki nastąpiło 1 stycznia 1955 r., jego dowódcą został Wing Commander Rupert G.W. Oakley. Dywizjon 138, stacjonujący w Wittering, stał się pierwszą jednostką RAF wyposażoną od lutego 1955 r. w bombowce Vickers Valiant. Dywizjon wykonywał próby bombowców w Singapurze, Australii i Nowej Zelandii. Jednostka została rozformowana 1 kwietnia 1962 r.

## Polska eskadra C

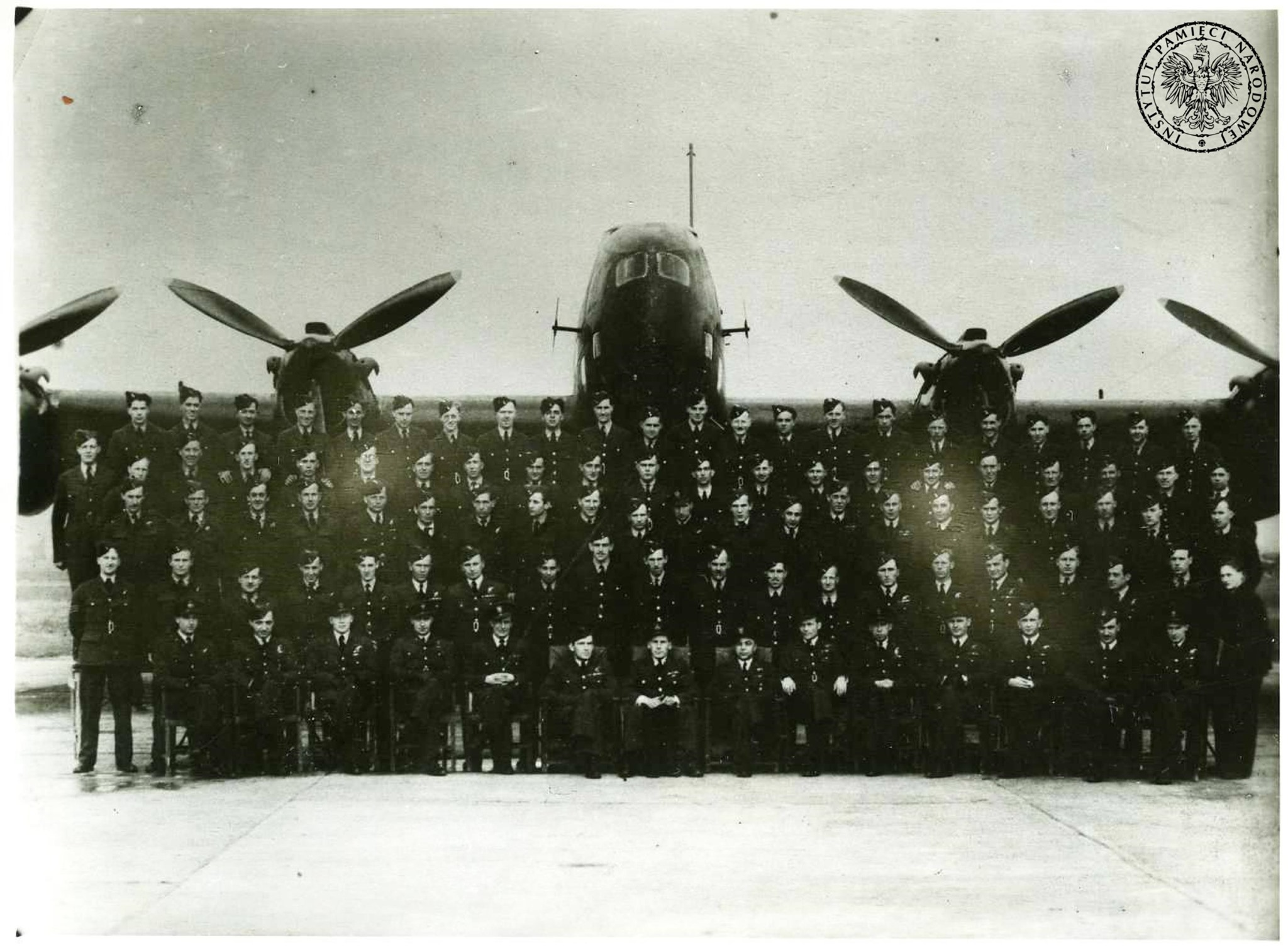
Personel Eskadry "C" 138 dywizjonu RAF

W kwietniu 1943 r. liczba polskich załóg w dywizjonie była już na tyle duża, że zdecydowano się na utworzenie oddzielnej eskadry „C”. Funkcjonowała w strukturze dywizjonu do 30 października 1943 r., następnie została przekształcona w 1586 eskadrę specjalnego przeznaczenia.

## Dowódcy
Podczas II wojny światowej dywizjonem dowodzili:
- Wing Commander (Wg Cdr) E.V. Knowles (sierpień – listopad 1941),
- Wg Cdr W.K. Farley (listopad 1941 – kwiecień 1942),
- Wg Cdr R.C. Hockey (kwiecień 1942 – 1943),
- Wg Cdr Batchelor (1943 – czerwiec 1943),
- Wg Cdr R.D. Speare (czerwiec 1943 – maj 1944),
- Wg Cdr W.J. Burnect (maj 1944 – grudzień 1944),
- Wg Cdr T.B.C. Murray (grudzień 1944 – marzec 1945).

## Wyposażenie

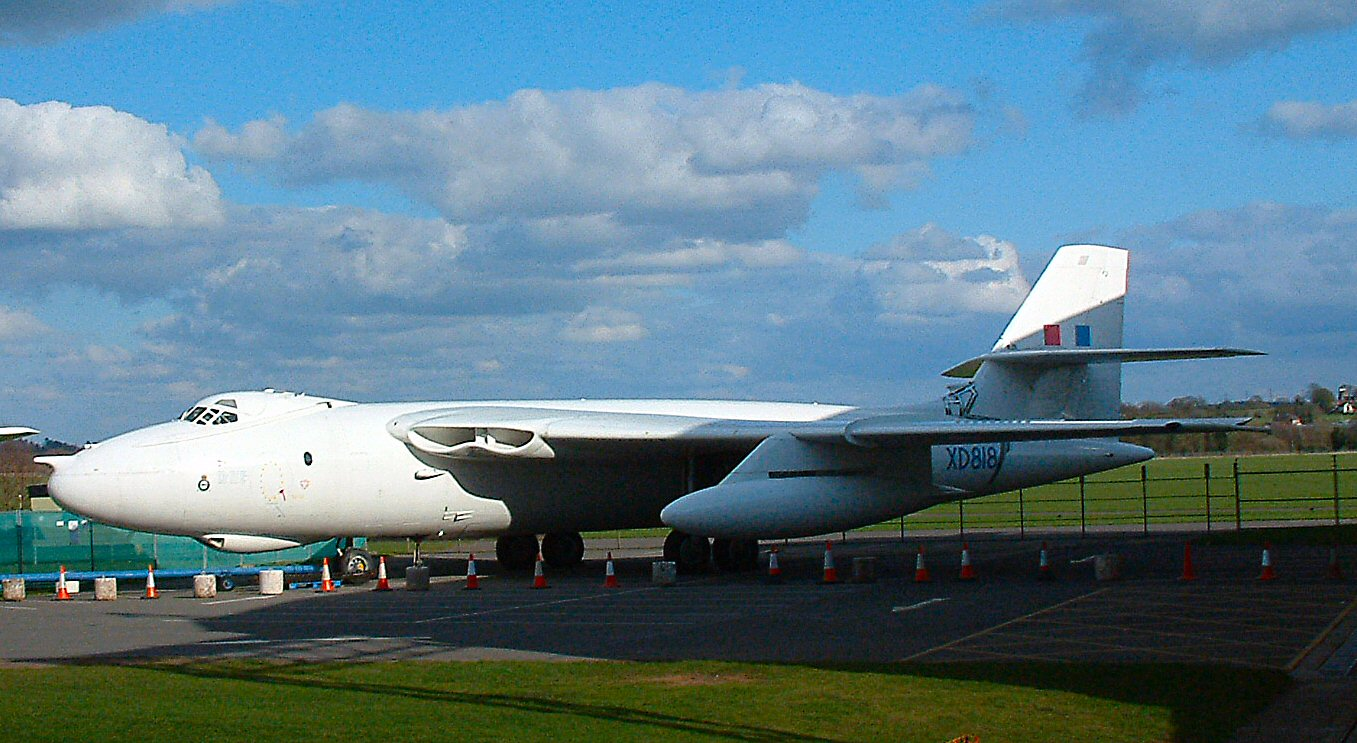
Vickers Valiant – dywizjon 138 był pierwszym użytkownikiem tych maszyn

Dywizjon wykorzystywał samoloty:
- Bristol F.2 Fighter (wrzesień 1918 – luty 1919)
- Westland Lysander Mk III (sierpień 1941 – marzec 1942),
- Armstrong Whitworth Whitley Mk V (sierpień 1941 – listopad 1942),
- Handley Page Halifax Mk I (październik 1941 – grudzień 1942),
- Handley Page Halifax Mk II (grudzień 1941 – 1944),
- Consolidated B-24 Liberator (lipiec – sierpień 1943)[15],
- Handley Page Halifax Mk V (1944),
- Short Stirling Mk IV (czerwiec 1944 – marzec 1945),
- Avro Lancaster Mk I (marzec 1945 – wrzesień 1947),
- Avro Lincoln B Mk II (wrzesień 1947 – wrzesień 1950),
- Vickers Valiant B.1 (luty 1955 – kwiecień 1962).